# Harrie Lavreysen
Harrie Arnoldus Johannes Lavreysen (Luyksgestel, 14 marzo 1997) è un pistard olandese, vincitore di cinque ori olimpici e di sedici titoli mondiali.

## Palmarès
- 2017

Campionati europei Juniores e U23, Keirin Under-23
1ª prova Coppa del mondo 2017-2018, Velocità a squadre (Pruszków, con Jeffrey Hoogland e Nils van 't Hoenderdaal)
2ª prova Coppa del mondo 2017-2018, Velocità (Manchester)
3ª prova Coppa del mondo 2017-2018, Keirin (Milton)
Campionati olandesi, Chilometro a cronometro
- 2018

Campionati del mondo, Velocità a squadre (con  Matthijs Büchli, Nils van 't Hoenderdaal e Jeffrey Hoogland)
Oberhausen Grand Prix, Keirin
Dudenhofen Grand Prix, Velocità
Grand Prix Brno, Velocità
Cottbuser SprintCup, Velocità
Grand Prix of Germany, Velocità
Campionati europei, Velocità a squadre (con Roy van den Berg e Jeffrey Hoogland)
2ª prova Coppa del mondo 2018-2019, Velocità a squadre (Milton, con Nils van 't Hoenderdaal, Jeffrey Hoogland e Sam Ligtlee)
3ª prova Coppa del mondo 2018-2019, Velocità a squadre (Berlino, con Nils van 't Hoenderdaal, Jeffrey Hoogland e Sam Ligtlee)
4ª prova Coppa del mondo 2018-2019, Velocità (Londra)
4ª prova Coppa del mondo 2018-2019, Velocità a squadre (Londra, con Roy van den Berg, Matthijs Büchli e Jeffrey Hoogland)
Campionati olandesi, Keirin
- 2019

Campionati del mondo, Velocità a squadre (con Roy van den Berg, Matthijs Büchli e Jeffrey Hoogland)
Campionati del mondo, Velocità
Dudenhofen Grand Prix, Velocità
Grand Prix Brno, Velocità
Giochi europei, Keirin
Giochi europei, Velocità a squadre (con Roy van den Berg, Nils van 't Hoenderdaal e Jeffrey Hoogland)
Campionati europei Juniores e U23, Velocità a squadre Under-23 (con Koen van der Wijst e Sam Ligtlee)
Campionati europei Juniores e U23, Velocità Under-23
Campionati europei, Velocità a squadre (con Roy van den Berg, Matthijs Büchli e Jeffrey Hoogland)
1ª prova Coppa del mondo 2019-2020, Velocità a squadre (Minsk, con Nils van 't Hoenderdaal, Jeffrey Hoogland e Sam Ligtlee)
1ª prova Coppa del mondo 2019-2020, Velocità (Minsk)
1ª prova Coppa del mondo 2019-2020, Keirin (Minsk)
2ª prova Coppa del mondo 2019-2020, Velocità a squadre (Glasgow, con Nils van 't Hoenderdaal, Jeffrey Hoogland e Sam Ligtlee)
2ª prova Coppa del mondo 2019-2020, Velocità (Glasgow)
3ª prova Coppa del mondo 2019-2020, Velocità a squadre (Hong Kong, con Roy van den Berg e Jeffrey Hoogland)
3ª prova Coppa del mondo 2019-2020, Velocità (Hong Kong)
Campionati olandesi, Keirin
- 2020

Campionati del mondo, Velocità a squadre (con Roy van den Berg, Matthijs Büchli e Jeffrey Hoogland)
Campionati del mondo, Keirin
Campionati del mondo, Velocità
- 2021

Giochi olimpici, Velocità a squadre (con Roy van den Berg, Matthijs Büchli e Jeffrey Hoogland)
Giochi olimpici, Velocità
Campionati europei, Velocità a squadre (con Roy van den Berg, Jeffrey Hoogland e Sam Ligtlee)
Campionati europei, Velocità
Campionati del mondo, Velocità a squadre (con Roy van den Berg e Jeffrey Hoogland)
Campionati del mondo, Keirin
Campionati del mondo, Velocità
1ª prova Champions League, Velocità (Palma di Maiorca)
2ª prova Champions League, Velocità (Panevėžys)
2ª prova Champions League, Keirin (Panevėžys)
3ª prova Champions League, Velocità (Londra)
4ª prova Champions League, Velocità (Londra)
Campionati olandesi, Velocità
Campionati olandesi, Keirin
- 2022

Belgian Track Meeting, Velocità
1ª prova Coppa delle Nazioni, Velocità (Glasgow)
1ª prova Coppa delle Nazioni, Keirin (Glasgow)
US Sprint Grand Prix, Velocità
US Sprint Grand Prix, Keirin
Discover Lehigh Valley GP, Velocità
Discover Lehigh Valley GP, Keirin
Campionati europei, Velocità a squadre (con Roy van den Berg e Jeffrey Hoogland)
Campionati del mondo, Keirin
Campionati del mondo, Velocità
1ª prova Champions League, Keirin (Palma di Maiorca)
2ª prova Champions League, Keirin (Berlino)
3ª prova Champions League, Velocità (Saint-Quentin-en-Yvelines)
4ª prova Champions League, Velocità (Londra)
5ª prova Champions League, Velocità (Londra)
Campionati olandesi, Velocità
Campionati olandesi, Keirin
- 2023

Campionati europei, Velocità a squadre (con Roy van den Berg, Jeffrey Hoogland e Tijmen van Loon)
Campionati europei, Velocità
Campionati europei, Keirin
1ª prova Coppa delle Nazioni, Keirin (Giacarta)
1ª prova Coppa delle Nazioni, Velocità (Giacarta)
2ª prova Coppa delle Nazioni, Velocità a squadre (Il Cairo, con Roy van den Berg e Jeffrey Hoogland)
2ª prova Coppa delle Nazioni, Velocità (Il Cairo)
Campionati del mondo, Velocità a squadre (con Roy van den Berg e Jeffrey Hoogland)
Campionati del mondo, Velocità
Champions League, Velocità (Palma di Maiorca)
Champions League, Keirin (Palma di Maiorca)
Champions League, Velocità (Berlino)
Champions League, Keirin (Berlino)
Champions League, Keirin (Saint-Quentin-en-Yvelines)
Champions League, Velocità (Londra)
Champions League, Keirin (Londra)
Campionati olandesi, Velocità
Campionati olandesi, Keirin
Campionati olandesi, Chilometro
- 2024

Campionati europei, Velocità a squadre (con Jeffrey Hoogland, Roy van den Berg e Tijmen van Loon)
Campionati europei, Velocità
Campionati europei, Keirin
Coppa delle Nazioni 2024, Velocità (Milton)
Coppa delle Nazioni 2024, Keirin (Milton)
Coppa delle Nazioni 2024, Velocità a squadre (Milton, con Jeffrey Hoogland e Roy van den Berg)
Giochi olimpici, Velocità a squadre (con Roy van der Berg e Jeffrey Hoogland)
Giochi olimpici, Velocità
Giochi olimpici, Keirin
Campionati del mondo, Velocità a squadre (con Roy van den Berg e Jeffrey Hoogland)
Campionati del mondo, Chilometro a cronometro
Campionati del mondo, Velocità
Champions League, Velocità#1 (Apeldoorn)
Champions League, Velocità#2 (Apeldoorn)
Champions League, Velocità#1 (Londra)
Champions League, Keirin (Londra)
Champions League, Velocità#2 (Londra)
Campionati olandesi, Velocità
Campionati olandesi, Keirin
- 2025

Campionati europei, Velocità
Campionati europei, Keirin

### Altri successi
- 2021

Classifica finale Champions League, Velocità

## Piazzamenti

### Competizioni mondiali
- Campionati del mondo

Hong Kong 2017 - Velocità a squadre: 2º
Hong Kong 2017 - Velocità: 2º
Apeldoorn 2018 - Velocità a squadre: vincitore
Apeldoorn 2018 - Keirin: 6º
Apeldoorn 2018 - Velocità: 10º
Pruszków 2019 - Velocità a squadre: vincitore
Pruszków 2019 - Velocità: vincitore
Berlino 2020 - Velocità a squadre: vincitore
Berlino 2020 - Keirin: vincitore
Berlino 2020 - Velocità: vincitore
Roubaix 2021 - Velocità a squadre: vincitore
Roubaix 2021 - Keirin: vincitore
Roubaix 2021 - Velocità: vincitore
St. Quentin-en-Yv. 2022 - Velocità a squadre: 2º
St. Quentin-en-Yv. 2022 - Keirin: vincitore
St. Quentin-en-Yv. 2022 - Velocità: vincitore
Glasgow 2023 - Velocità a squadre: vincitore
Glasgow 2023 - Velocità: vincitore
Glasgow 2023 - Keirin: 4º
Ballerup 2024 - Velocità a squadre: vincitore
Ballerup 2024 - Chilometro: vincitore
Ballerup 2024 - Keirin: 8º
Ballerup 2024 - Velocità: vincitore
- Giochi olimpici

Tokyo 2020 - Velocità a squadre: vincitore
Tokyo 2020 - Velocità: vincitore
Tokyo 2020 - Keirin: 3º
Parigi 2024 - Velocità a squadre: vincitore
Parigi 2024 - Velocità: vincitore
Parigi 2024 - Keirin: vincitore

### Competizioni continentali
- Campionati europei

Sangalhos 2017 - Velocità Under-23: 2º
Sangalhos 2017 - Keirin Under-23: vincitore
Berlino 2017 - Velocità a squadre: 3º
Berlino 2017 - Velocità: 8º
Berlino 2017 - Keirin: 7º
Glasgow 2018 - Velocità a squadre: vincitore
Glasgow 2018 - Velocità: 3º
Glasgow 2018 - Keirin: 5º
Gand 2019 - Velocità a squadre Under-23: vincitore
Gand 2019 - Velocità Under-23: vincitore
Gand 2019 - Keirin Under-23: 2º
Apeldoorn 2019 - Velocità a squadre: vincitore
Apeldoorn 2019 - Velocità: 2º
Apeldoorn 2019 - Keirin: vincitore
Grenchen 2021 - Velocità a squadre: vincitore
Grenchen 2021 - Velocità: vincitore
Grenchen 2021 - Keirin: 6º
Monaco di Baviera 2022 - Velocità a squadre: vincitore
Grenchen 2023 - Velocità a squadre: vincitore
Grenchen 2023 - Velocità: vincitore
Grenchen 2023 - Keirin: vincitore
Apeldoorn 2024 - Velocità a squadre: vincitore
Apeldoorn 2024 - Velocità: vincitore
Apeldoorn 2024 - Keirin: vincitore
Heusden-Zolder 2025 - Velocità a squadre: 2º
Heusden-Zolder 2025 - Velocità:  vincitore
Heusden-Zolder 2025 - Keirin:  vincitore
- Giochi europei

Minsk 2019 - Velocità a squadre: vincitore
Minsk 2019 - Velocità: 2º
Minsk 2019 - Keirin: vincitore

## Riconoscimenti
- Ciclista olandese dell'anno (Trofeo Gerrit Schulte): 2021[1]